# This Is It
This Is It var en planlagt koncertserie på 50 shows, der skulle have været afholdt af Michael Jackson i Londons O2 Arena. De skulle være begyndt i juli 2009 og være fortsat frem til marts 2010. Alle koncerterne blev udsolgt, men Jackson døde tre uger før den første koncert. Jackson havde annonceret koncertrækken ved en pressekonference i London og fortalt, at This Is It ville blive hans sidste koncerter. AEG Live, koncertarrangøren, udsendte en TV-reklame, der fyldte en hel reklamepause, hvilket var en ny rekord på ITV. Koncertrækken var Jacksons første større serie af koncerter siden HIStory World Tour, der var blevet afsluttet i 1997. Randy Phillips, AEG Lives direktør, sagde, at de første ti koncerter alene ville have indbragt sangeren i omegnen af 50 millioner 
pund.
Prøverne til koncerterne blev optaget og efter Michael Jacksons død udgivet på film i koncertfilmen Michael Jackson's This Is It og som albummet af samme navn.